# 祇園四条駅
祇園四条駅（ぎおんしじょうえき）は、京都府京都市東山区四条大橋東詰にある、京阪電気鉄道京阪本線の駅。駅番号はKH39。

## 概要
京阪電車の京都側の主要駅で、京阪本線の京都市内の駅として最も利用者数が多い。当駅は京都の中心市街地である四条通に位置しており、駅の東側には歓楽街の祇園が、四条大橋を渡って西側には京都随一の繁華街である四条河原町やその地下には阪急京都線の終点・京都河原町駅が位置しており、乗換も可能である。もともとは「四条駅」という駅名であったが、四条烏丸に京都市営地下鉄烏丸線の四条駅が後から開業したことと、観光地として著名な祇園の最寄駅であることをアピールするために、2008年に現在の「祇園四条駅」に改称した。
地元の人は、当駅を含めた周辺地区を四条京阪と呼ぶことが多い。

### 当駅から接続する鉄道路線
- 阪急電鉄
  - 京都本線（京都河原町駅）

定期券のみ連絡運輸がある。乗り換えは一度地上に出て四条大橋を渡り、再び阪急の地下駅に向かう必要がある（徒歩約5分）。阪神本線の福島駅と接続する中之島線の中之島駅とともに、相互の乗り換えアナウンスはないが、乗り換え利用者も多く、2019年頃までは京都河原町駅ともに、連絡通路に相手方の駅の発車時刻表を掲出していた。

## 歴史
1915年・京阪線の三条駅への延伸に伴い開業、京都市電四条線が先に開通していたために平面交差が設けられた。当初は上下線とも四条通の北側に相対式のホームを設けていた（びわこ号が写った戦前の写真を参照。写真の右側が北側である）。後に上りホームを四条通南側に移設し、三条行・天満橋（淀屋橋）行共に四条通を渡る手前で停車する千鳥配置に変更された。駅舎は一貫して下りホーム側に設けられており、上りホームの利用者は一旦下りホーム側の駅舎で乗車券を購入した後、上りホームの改札を通る形になっていた。さらにその後、後述する地下化工事の進捗に伴い、今度は下りホームを駅舎共々四条通南側に移設して再び相対式ホームとなり、その状態で地下化工事の完成を迎えた。
1935年の京都大水害では鉄筋コンクリート製アーチ橋の四条大橋に、上流より流された木製の三条大橋などの残骸が引っかかり鴨川を堰き止め、あふれた水が四条駅や周辺に大きな被害を与えた。この後に鴨川の洪水対策として川底を掘り下げ、四条大橋は1942年（昭和17年）に橋脚タイプの現在の橋に架け替えられた。併せて「京阪線を地下化して鴨川を拡幅する」との計画が作成されたが、折からの日中戦争からの戦時体制で計画は縮小され、鴨川の川底の掘り下げと堰の設置が1947年まで続けられた。
鴨川べりの京阪線の地下化は頓挫したかに思われたが、1960年代末からのモータリゼーションに伴い京阪線の踏切が東西交通の妨げになることや、東大路通・河原町通の混雑緩和となる川端通の建設計画と鴨東線の地下鉄道による新設計画が持ちあがり、京阪線の地下化が1975年10月に都市計画決定された。この計画は1977年6月に事業認可されて1979年3月に着工し、1987年5月に地下化が完了した。同年7月には付帯工事区間で集中豪雨により四条駅北側の白川から地下線に大量の水が流れ込み1日運休する被害が発生している。翌年5月にすべての付帯工事も完成し、地上線路跡に川端通が開通した。
地下化後25年以上たったことから、2015年より大規模な改修工事が開始され、北改札口を閉鎖。そこに有ったエレベーターを廃止して南改札口内にエレベーターを新設、トイレも大規模な改修がなされた。コンコース内にはスターバックスコーヒー・志津屋を誘致、観光案内所を新設・外貨両替機も設置するなど、京都の玄関口となるようにリニューアルされた。

### 年表
- 1915年（大正4年）10月27日：（旧）京阪電気鉄道の京阪本線五条（現・清水五条） - 三条間延伸により四條駅として開業。
- 1916年（大正5年）4月1日：最急行（同年6月1日廃止）および急行の停車駅となる。
- 1928年（昭和3年）11月3日：上下線のホーム改築[16]。
- 1934年（昭和9年）9月21日：室戸台風で停電、運休。24日運行再開[17]。
- 1935年（昭和10年）6月29日：「鴨川大水害」で駅舎ホームが破損するなど大きな被害を受ける、7月3日仮復旧運行再開[18]。
- 1943年（昭和18年）10月1日：阪神急行電鉄との合併により、京阪神急行電鉄（阪急電鉄）の駅となる。
- 1946年（昭和21年）1月3日：駅構内で電車の追突事故（重傷者4人軽症者20人）[19]
- 1949年（昭和24年）12月1日：会社譲渡により、京阪電気鉄道の駅となる。
- 1950年（昭和25年）9月1日：特急運転開始に伴い、特急停車駅となる。
- 1962年（昭和37年）8月5日：上下線のホーム延伸、大阪行き改札口改良・2階に食堂新設[16]。
- 1963年（昭和38年）
  - 4月15日：旧字体の「四條」を新字体の「四条」に表記変更。
  - 7月16日：琵琶湖疏水の上に大阪行き駅舎新築し使用開始[16]。
- 1972年（昭和47年）
  - 1月23日：京都市電四条線（祇園 - 四条大宮）の廃止に伴い、平面交差がなくなる。
  - 7月10日：定期券発行機を設置使用開始[20]。
- 1982年（昭和57年）11月：地下化工事に伴い、淀屋橋行きホームを四条通り北側から南側へ移設。「四条通り踏切」に遮断機を設置[21]。
- 1987年（昭和62年）
  - 5月24日：駅地下化[16]。併せて朝夕の通勤時間帯に禁煙タイムを実施[22]。
  - 7月15日：浸水事故で終日閉鎖・列車運行は七条 - 淀屋橋間で折り返し。
- 1988年（昭和63年）
  - 5月10日：地下化工事竣工。
  - 9月1日：「終日禁煙」を実施[23]。
- 1992年（平成4年）10月21日：京阪初の乗り越し精算機を設置。
- 1996年（平成8年）
  - 3月11日：ホームに異常通報装置を16か所に設置[24]。
  - 6月25日：コンコースに京阪交通社が運営するコーヒーショップ「プラCafe」が営業開始[25]。
- 2008年（平成20年）10月19日：駅名を「四条」から「祇園四条」に改称[4]。
- 2015年（平成27年）
  - 9月7日：駅改良工事に伴い、北改札口閉鎖・エレベーター南改札側に新設[26]。
  - 11月13日：駅改良工事に伴い、定期券売り場を閉鎖[27]。
- 2016年（平成28年）
  - 2月3日：男子トイレの改修工事竣工、使用開始[28][29]。
  - 3月19日：ダイヤ改正で日中の普通電車の運用が無くなり、準急・特急のみ停車する時間帯が生まれた。
  - 4月8日：女子トイレの改修工事竣工、使用開始[28][30]。
  - 4月28日：観光案内所「京阪ツーリストインフォメーションセンター祇園四条」を開設[28][31][30]。
  - 6月1日：多目的トイレ・キッズ用トイレの使用開始[28][30]。
  - 7月6日：期間限定スイーツショップ『SWEETS BOX』がコンコースに出店[32]。
- 2017年（平成29年）
  - 1月16日：南座の耐震補強改修に伴い６番出入り口閉鎖。
  - 9月14日：コンコースに外貨自動両替機を設置、運用開始[33][34]。
- 2019年（平成31年）2月13日・2月15日：ホームには「注意喚起シート（ホーム端の紅白縞模様）」が設置[35]。

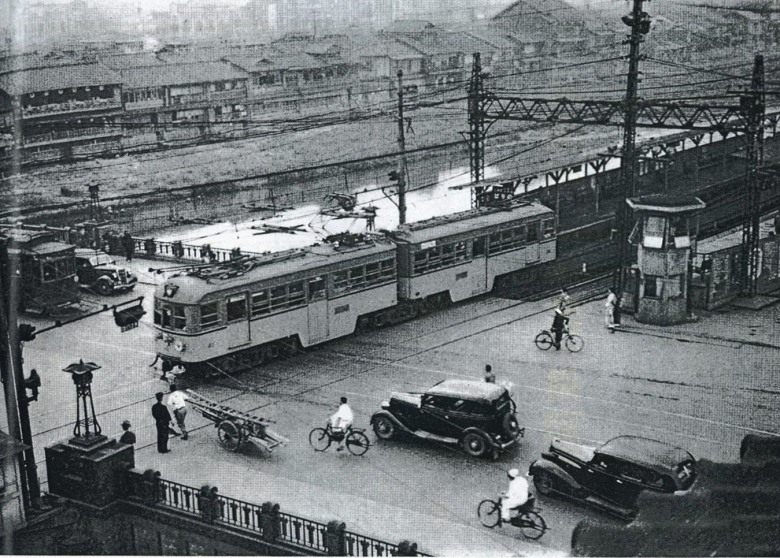
四条通を横切り四条駅に入るびわこ号（1934年から1938年までに撮影）
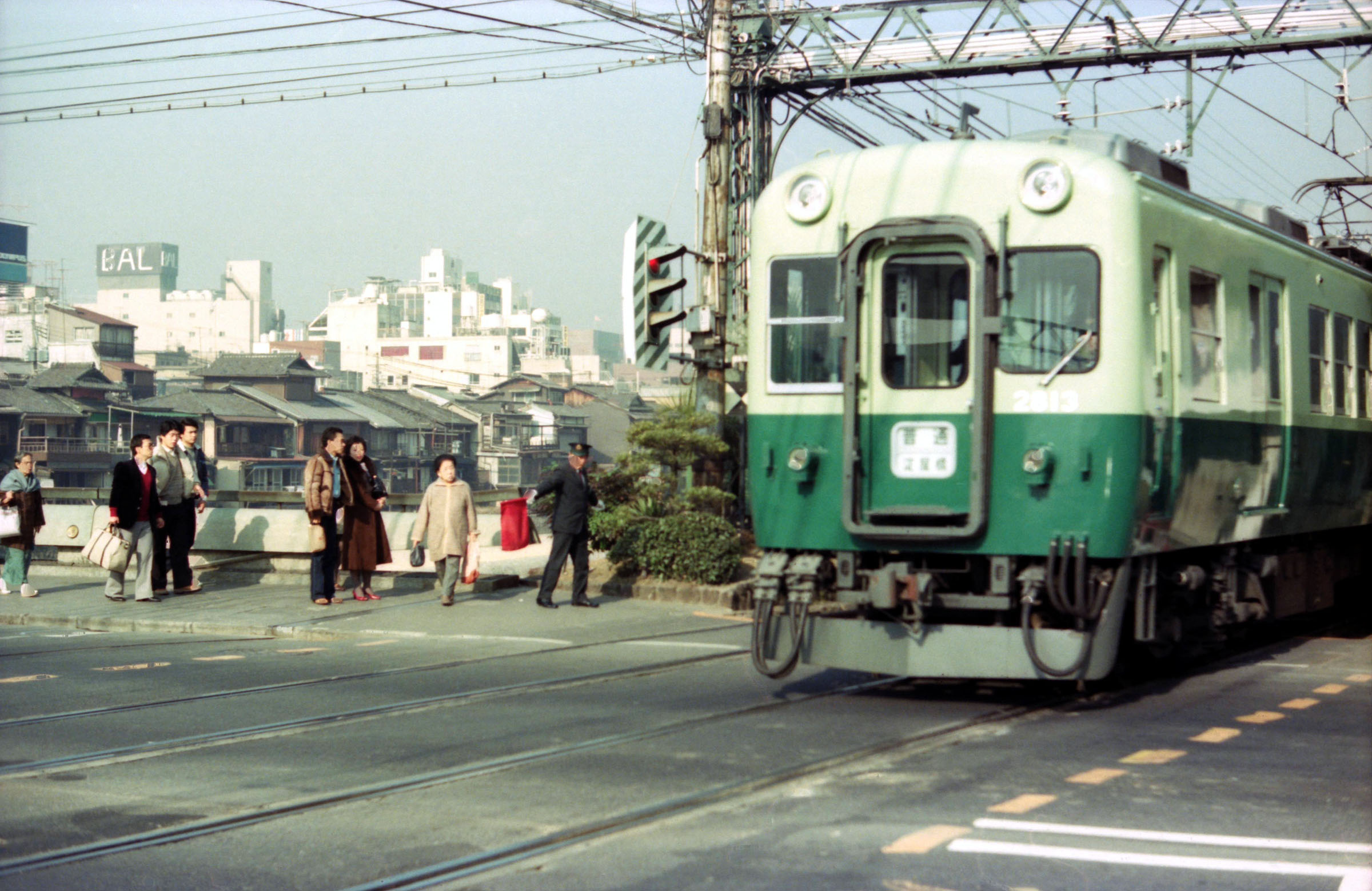
四条通り踏切（1981年頃）
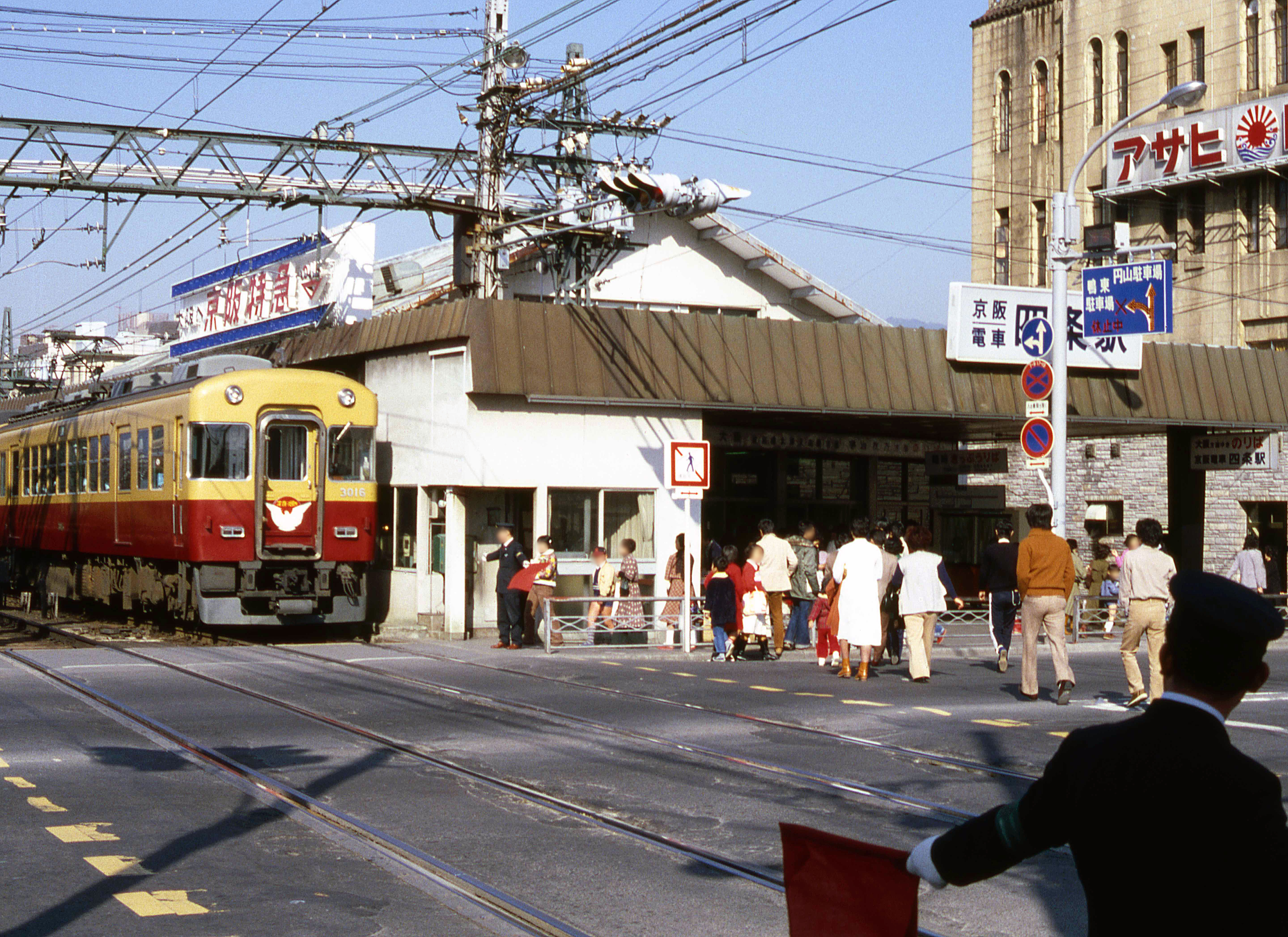
地上時代の大阪方面のりば（1980年頃）
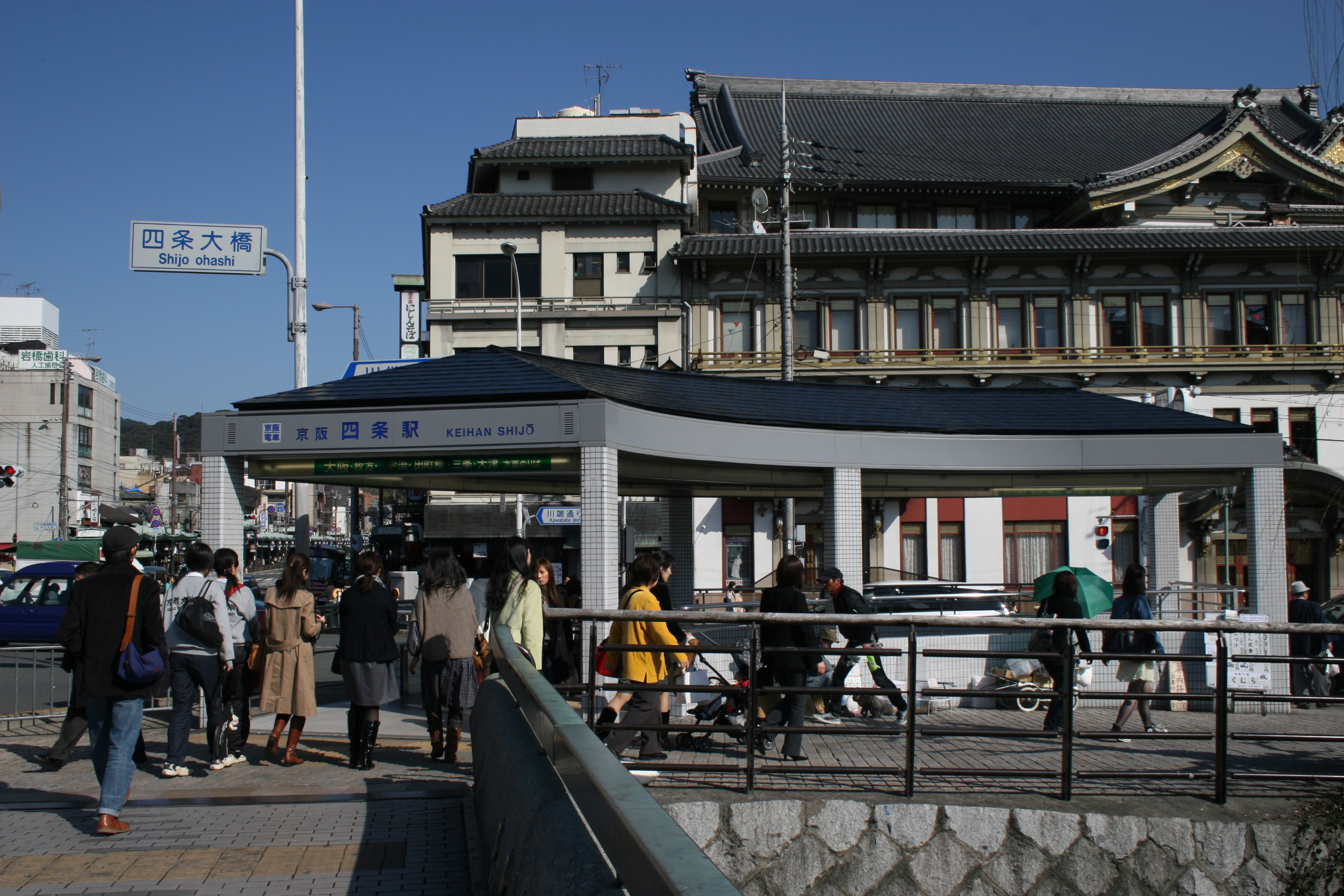
改称前の駅出入口。後ろは南座（2008年3月）
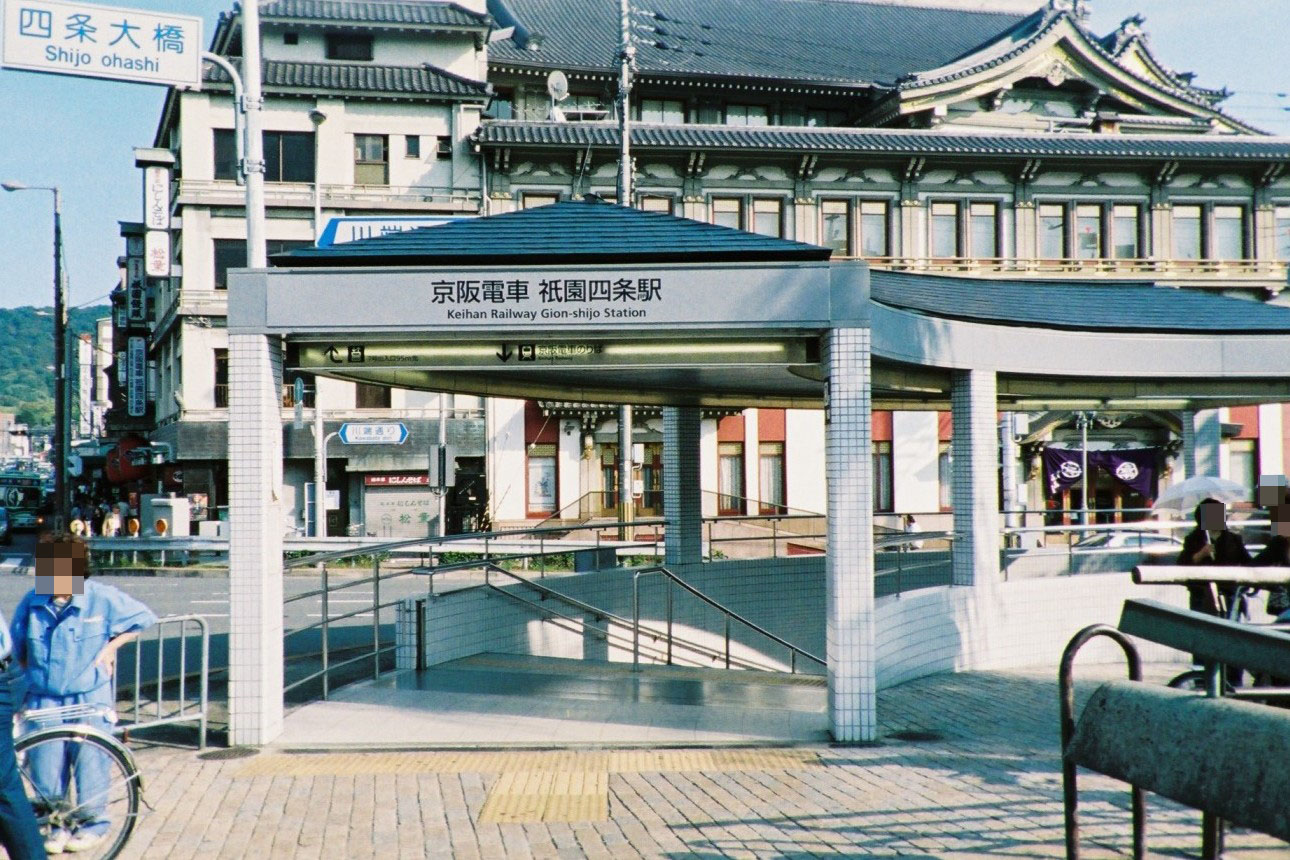
上記写真の改称後の駅出入口（2008年10月）

## 駅構造
島式1面2線のホームを持つ地下駅である。四条大橋東詰、川端通と四条通との交差点の直下に位置する。地下1階のコンコースは川端通沿い南北と四条通東側へ張り出した凸形をしていて四条通側に駅事務所が設けられている。改札口は北改札と南改札の2か所、ホームは地下2階にある。2015年8月当時コンコースのリニューアル工事中で、9月7日より北改札口の閉鎖と南改札口に新設されたエレベーターの使用が開始された。2017年9月現在、南座の建物内を通る⑥出入り口が閉鎖されているが、コンコース階の改札外の自動券売機・定期券売り場の間にATMコーナーが設置されている。テナントとしてコンビニ「アンスリー」も入っている。また駅事務所の向かいに仮設のみやげ物販売をしていたが、現在はスターバックス・観光案内所が設置されている。
身障者対応エレベーターは、ホーム階とコンコースの間は南改札口内に、コンコースと地上との間はコンコースの駅事務所の東側と川端四条交差点東入る北側のバス停前（南座正面玄関の向かい）を結んでいる。オストメイトに対応した車椅子対応のトイレ、子ども用トイレは南改札口の奥にある。
エスカレーターは南改札内に上り下り各1基、コンコース地上間は2基の登りエスカレーターで四条大橋交差点の北西角に出られる。
駅ホームのカラーリングは､町衆の富とエネルギーを象徴させたウコン色（黄色）が採用されている。

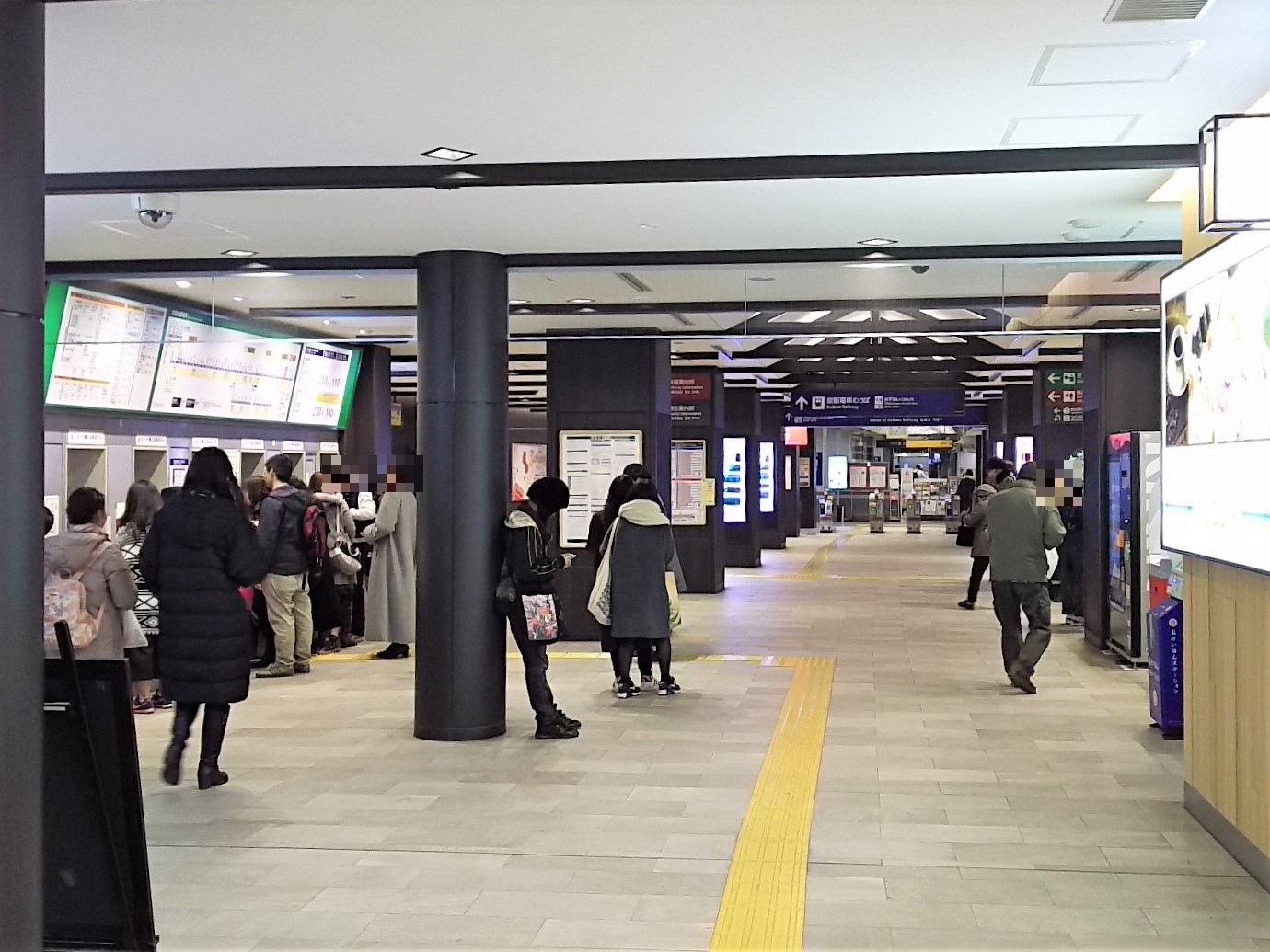
リニューアルされたコンコース（2016年12月）
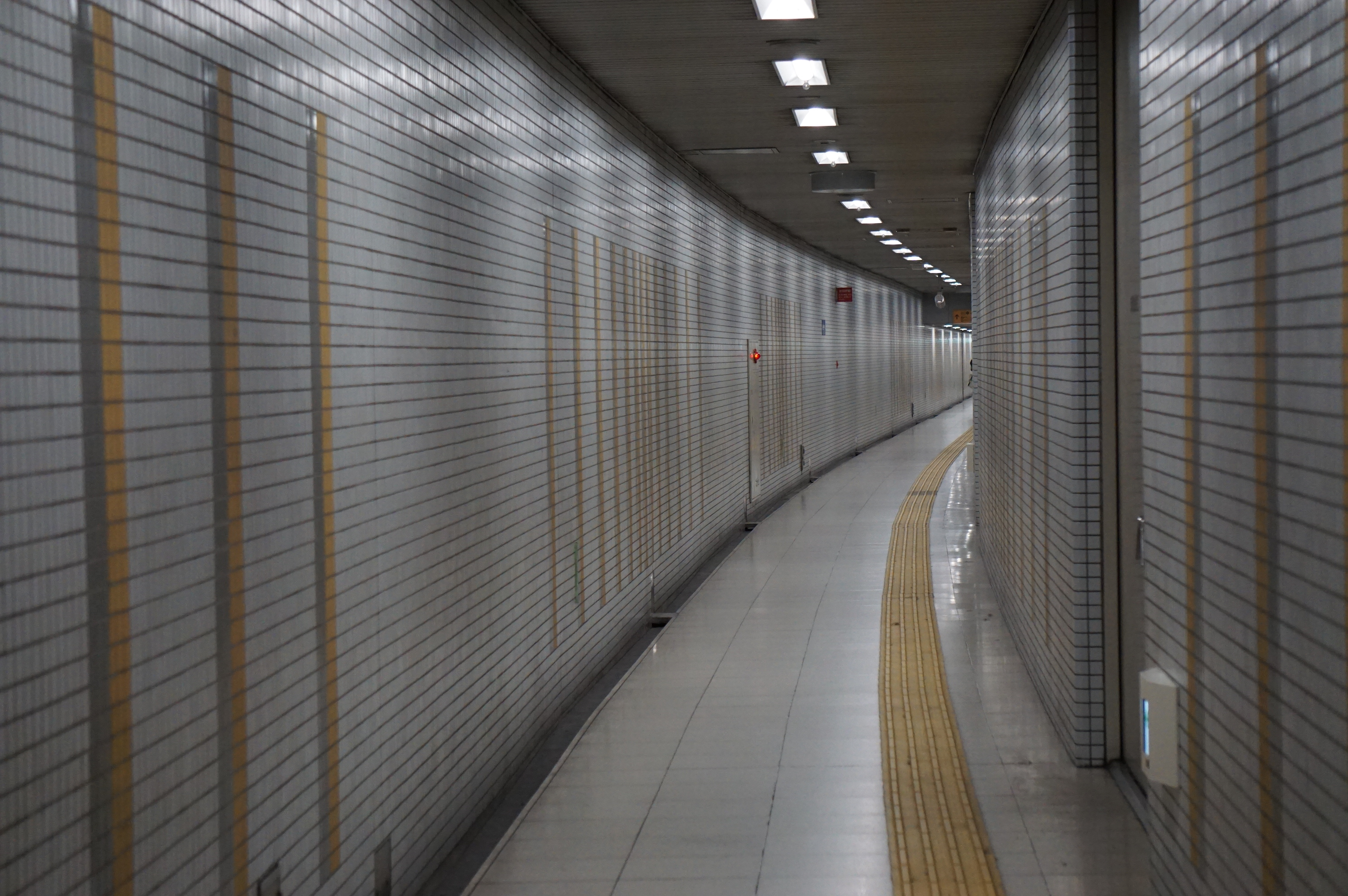
1番出入口に向かう地下通路（2018年3月）

### のりば
| 番線 | 路線      | 方向 | 行先                 |
| ---- | --------- | ---- | -------------------- |
| 1    | ■京阪本線 | 上り | 三条・出町柳方面     |
| 2    | ■京阪本線 | 下り | 淀屋橋・中之島線方面 |

※両ホームとも有効長は8両。自動放送における編成長案内は、かつては2番線のみ挿入されていたが、2008年10月ダイヤ改正時点では1番線でも行われている。

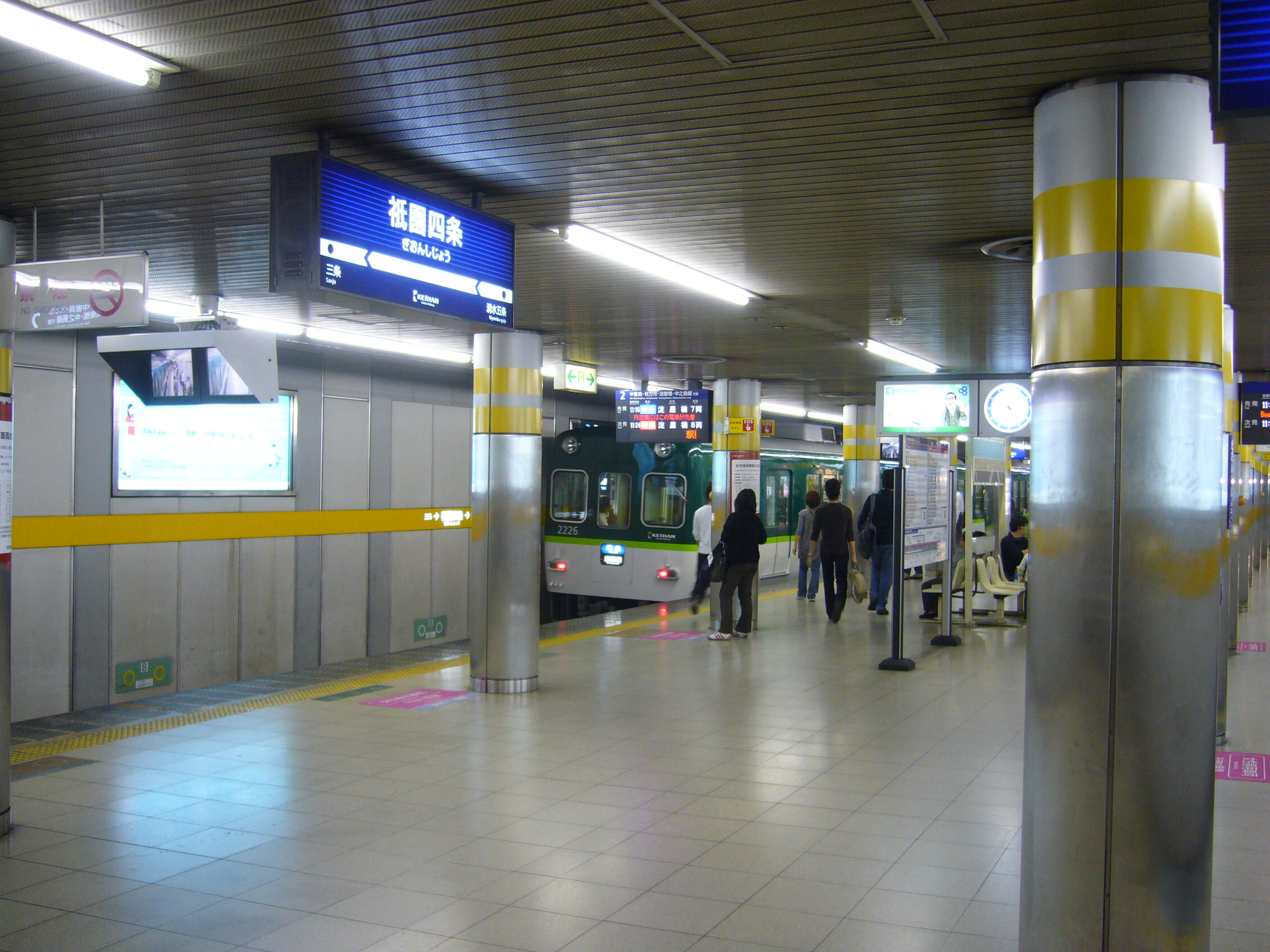
ホームに停車する2200系電車と新駅名標（2008年10月）

### モニュメント
駅の地下化時にコンコースフロアーの壁面に幅1.8 m高さ2.8 mの「祇園祭山鉾巡行絵図」が設置されている、これは8800形2階建て特急車の壁面の時代祭行列図の作者「西協友一」の作品。

### その他
列車運行管理システム ADEC（自律分散式運行管理システム）の駅制御装置が配置された駅ではないが、近隣のADEC制御装置駅からの制御で案内放送や行き先表示などが自動化されている。
災害対策 水害対策として既存の建物（南座）を利用した出入り口を除き、出入り口には金属製の床板が起き上がる止水板が設置されている。駅構内は防災管理盤によりモニターリングされ、万が一の火災発生時には防火防煙シャッターの制御・排煙機の運転、避難路確保の為の自動改札機の開放、火災発生表示機の点灯・運転指令所への通報が自動またはワンスイッチでおこなえる。また地下駅の構内でも警察無線や消防無線が使えるように無線通信補助設備や防災電話などが完備されている。

## 利用状況
2023年（令和5年）度の1日当たりの利用者数は46,778人である。京都府内の京阪の駅では乗降客数が最も多い。
京都市統計書と京都府統計書による近年の1日あたり乗降・乗車人員は下記の通り。
| 年度   | 乗降人員 | 乗車人員 |
| ------ | -------- | -------- |
| 2007年 | 51,241   | 23,309   |
| 2008年 | 47,363   | 23,458   |
| 2009年 | 45,375   | 22,101   |
| 2010年 | 43,416   | 21,370   |
| 2011年 | 44,748   | 22,060   |
| 2012年 | 45,776   | 22,507   |
| 2013年 | 44,570   | 22,603   |
| 2014年 | 48,277   | 24,542   |
| 2015年 | 51,555   | 25,525   |
| 2016年 | 44,342   | 21,890   |
| 2017年 | 49,485   | 24,151   |
| 2018年 | 49,742   | 24,455   |
| 2019年 | 49,825   | 24,350   |
| 2020年 | 27,053   | 13,332   |
| 2021年 | 28,674   | 14,093   |
| 2022年 | 35,978   | 17,844   |

## 駅周辺
駅東側は祇園の歓楽街・繁華街である。四条大橋の交差点に面して南座があり、その交差点の向かいにはレストラン菊水、北側の市営鴨東駐車場を挟んで井筒八ッ橋本舗の本店「北座ビル」がある。四条通を東へ進むと八坂神社の石段に突きあたる。さらに東には円山公園、知恩院がある。

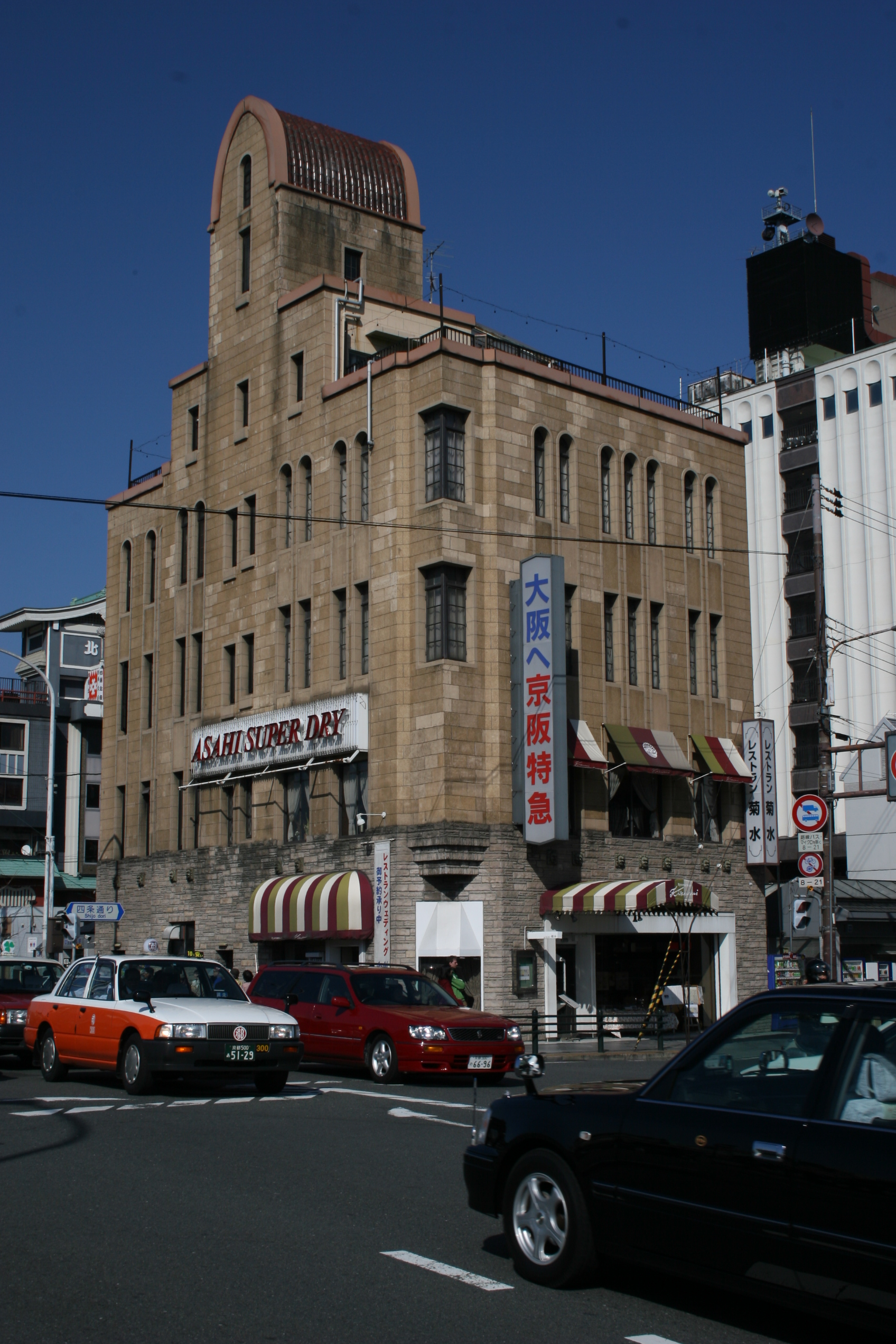
駅すぐ上のレストラン菊水。京阪特急の広告看板がかかる。

南側の出口を出て団栗通を東へ進むと、建仁寺、弥栄会館（ギオンコーナー）、祇園甲部歌舞練場、ウインズ京都（場外馬券場）に至る。団栗通の南側は、東山女子技芸学校がある宮川町の花街となる。
- 祇園会館
- 安井金比羅宮
- 長楽寺
- 高台寺
  - 高台院の墓
- 京都霊山護国神社
  - 霊山墓地
- 幕末維新ミュージアム「霊山歴史館」
- アパホテル〈京都祇園〉EXCELLENT
- フレスコ 東山安井店
- 清水寺（徒歩で約25分かかる）

駅のすぐ西を鴨川が流れており、駅出口の前に四条大橋がかかる。橋を渡ると対岸南側には、昭和初期の名建築「東華菜館ビル」（ウィリアム・メレル・ヴォーリズ設計）がある。その交差点の向かいには先斗町の花街があり、さらに西へ行くと木屋町、高瀬川を渡り四条河原町の繁華街へと続く。
- 高島屋京都店
- 河原町OPA
- 京都住友ビル
- 藤井大丸

## バス路線
四条大橋東詰（四条通と川端通との交差点）の界隈に京都市営バス（京都市交通局）、京都バス、京阪バス、大阪バス、京都観光バスの5事業者が、川端通沿い（天壇祇園店向かい）にWILLER GROUPほかの高速バス会社がそれぞれ停留所を配置している。停留所名は、京都市営バスと京都バスは「四条京阪前」、京阪バスは「四条京阪（祇園四条駅）」、WILLER GROUP、大阪バス、京都観光バス、平成エンタープライズが「祇園四条駅」となっている。
- 四条京阪前バス停（京都市営バス、京都バス）、四条京阪（祇園四条駅）バス停（京阪バス）
  - 四条通東行
    - 京都市営バス（Aのりば）
      - 31号系統：東山通 高野・国際会館駅・岩倉行
      - 46号系統：祇園・平安神宮行
      - 86号系統：清水寺・京都駅・鉄道博物館行
      - 201号系統：祇園・百万遍方面
      - 203号系統：祇園・錦林車庫方面
      - 58号系統・207号系統：祇園・九条車庫方面（一部京都駅八条口に立ち寄る便あり）

    - 京阪バス
      - 83A号経路：大石神社 経由 醍醐バスターミナル行
      - 85号経路：大石神社 経由 大宅行
      - 87号経路：大石神社・醍醐駅 経由 京阪六地蔵行
      - 88号経路：清水焼団地・醍醐駅 経由 京阪六地蔵行
      - 88C号経路：清水焼団地 経由 大宅行

  - 四条通西行
    - 京都市営バス（Bのりば）
      - 12号系統：金閣寺 立命館大学前行
      - 31号系統：東山通 四条烏丸・烏丸丸太町行
      - 46号系統：千本通 上賀茂神社行
      - 58号系統：大宮通 水族館・鉄道博物館行
      - 80号系統：四条河原町・五条通 太秦天神川駅前行
      - 201号系統：みぶ・千本今出川方面
      - 203号系統：西大路四条・北野白梅町方面
      - 207号系統：九条大宮・九条車庫方面
      - ぎおんよるバス：四条烏丸・京都駅行

    - 京阪バス
      - 83号経路：四条大宮行
      - 83A・85A・87A号経路：四条烏丸行
      - 86B・87B・88B号経路：四条河原町・三条京阪行
      - 84号経路：大石神社 経由 醍醐バスターミナル行
      - 84C号経路：大石神社 経由 大宅行
      - 86号経路：山科西野・醍醐駅・合場川 経由 大宅行
      - 86A号経路：山科西野 経由 蚊ヶ瀬行

  - 川端通北行
    - 京都市営バス（Cのりば）
      - 10号系統：北野天満宮 御室・山越行
      - 11号系統：嵐山 嵯峨・山越行
      - 12号系統：三条京阪行
      - 15号系統：円町 立命館大学前行
      - 37号系統：北大路バスターミナル 西賀茂車庫行
      - 51号系統：北野天満宮 立命館大学前行
      - 59号系統：金閣寺 竜安寺・山越行

    - 京都バス
      - 16系統：出町柳駅・八瀬駅前 経由 大原行
      - 21・23系統：出町柳駅・上高野 経由 岩倉実相院行
      - 41・43系統：出町柳駅・上高野 経由 岩倉村松行
      - 62系統：堀川御池（二条城）・映画村 経由 嵐山・清滝行
      - 63系統：堀川御池（二条城）・映画村 経由 嵐山・苔寺・すず虫寺行
      - 65系統：堀川御池（二条城）・映画村 経由 有栖川行
      - 66系統：堀川御池（二条城）・映画村 経由 阪急嵐山駅行

    - 京阪バス
      - 19号経路：山科駅行
      - 70号経路：将軍塚青龍殿行

  - 祇園四条駅バス停（WILLER GROUP、大阪バス・京都観光バス、平成エンタープライズ）
    - WILLER GROUP
      - WILLER EXPRESS：サンシャインシティ・バスタ新宿 経由 東京ディズニーランド行 ※運行：大阪さやま交通
      - WILLER EXPRESS：富山駅・燕三条駅・新潟駅 経由 古町行 ※運行：大阪さやま交通
      - WILLER EXPRESS：横浜駅東口・バスタ新宿 経由 海浜幕張行 ※運行：WILLER EXPRESS

    - 大阪バス・京都観光バス
      - 京都特急ニュースター号：東大阪長田駅・高井田中央駅 経由 東大阪布施駅行

    - 平成エンタープライズ
      - VIPライナー：バスターミナル東京八重洲 経由 新木場駅行

なお、徒歩数分程度のところに所在する「四条河原町」停留所からもバスが多数発着している。

## 隣の駅
京阪電気鉄道
京阪本線
■快速特急「洛楽」・□ライナー（平日のみ運転）・■特急・■通勤快急（平日下りのみ運転）・■快速急行
七条駅 (KH37) - 祇園四条駅 (KH39) - 三条駅 (KH40)
■急行・■通勤準急（平日下りのみ運転）・■準急・■普通
清水五条駅 (KH38) - 祇園四条駅 (KH39) - 三条駅 (KH40)
- 括弧内は駅番号を示す。